# Cụm tập đoàn quân F
Cụm tập đoàn quân F (tiếng Đức: Heeresgruppe F) là một đại đơn vị tác chiến chiến lược của Wehrmacht trong Thế chiến thứ hai. Tư lệnh của Cụm tập đoàn quân F có giai đoạn kiêm nhiệm vai trò Tư lệnh chiến trường Đông Nam (Oberbefehlshaber Südost).
Cụm tập đoàn quân F được thành lập ngày 12 tháng 8 năm 1943 tại Bayreuth (WK XIII), với lực lượng chính chủ yếu đóng  ở Balkan. Tư lệnh của Cụm tập đoàn quân là Thống chế Maximilian von Weichs, Tham mưu trưởng là Trung tướng Hermann Foertsch. Thuộc quyền có các đơn vị Đức và chư hầu ở Nhà nước Độc lập Croatia, cũng như ở các vùng lãnh thổ bị chiếm đóng của Serbia, Montenegro, Hy Lạp, Albania và các đảo lân cận của Địa Trung Hải..
Nhiệm vụ tác chiến chính của Cụm tập đoàn quân là chiếm đóng các quốc gia Đông Nam Âu, phòng thủ chống lại cuộc tấn công có thể xảy ra của Đồng Minh vào nơi được coi là "yếu ớt" của Đức và chống lại các nhóm du kích địa phương đang phát triển ảnh hưởng. Biên chế chủ lực của Cụm tập đoàn quân F trong phần lớn thời gian tham chiến là Tập đoàn quân thiết giáp số 2 ở Nam Tư và Albania, và Cụm tập đoàn quân E ở Hy Lạp .
Sau Chiến dịch Budapest, Hồng quân kiểm soát Bulgaria và tiến đến biên giới Bulgari-Nam Tư, bắt đầu giao chiến với các đơn vị của Cụm tập đoàn quân F. Trong chiến dịch Beograd, lực lượng của Cụm tập đoàn quân F ở Serbia bị Hồng quân đánh bại và phải rút về miền Nam Hungary và lãnh thổ của Nhà nước Độc lập Croatia, thành lập chiến trường Sremski. Một phần lực lượng của Cụm tập đoàn quân F đã tham gia trận Batina. Trước áp lực của Hồng quân, các đơn vị của Cụm tập đoàn quân F phải rút lui khỏi Hy Lạp và hầu hết Nam Tư. Ngày 25 tháng 3 năm 1945, Cụm tập đoàn quân F bị giải tán và nhiệm vụ Tổng tư lệnh chiến trường Đông Nam được chuyển giao cho Cụm tập đoàn quân E.

## Biên chế chủ lực

### Tháng 11 năm 1943
- Tập đoàn quân thiết giáp số 2
  - Bộ tham mưu

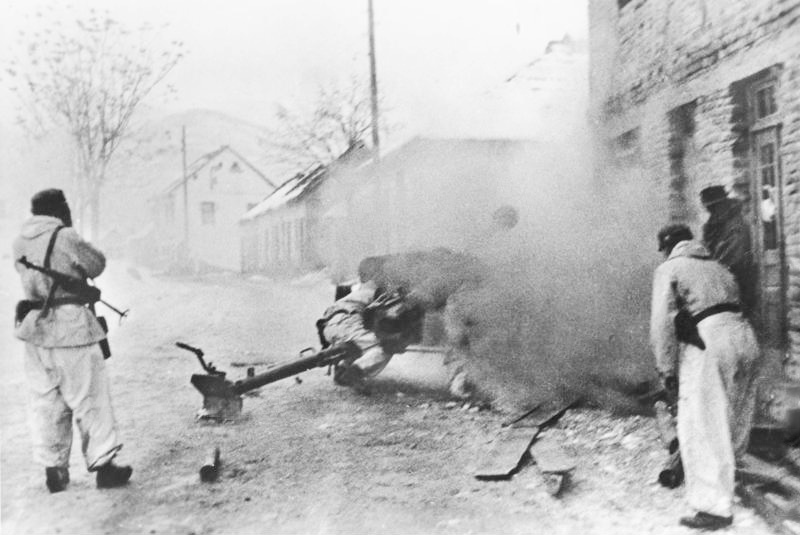
Lính Đức đang sử dụng pháo xung kích để tấn công quân nổi dậy Nam Tư. Bosnia, tháng 12 năm 1943.

  - Quân đoàn thiết giáp III SS, Thượng tướng SS (SS-Obergruppenführer) Felix Steiner
  - Quân đoàn sơn cước XV, Thượng tướng bộ binh Ernst von Leyser
  - Quân đoàn sơn cước XXI, Thượng tướng thiết giáp Gustav Fehn
  - Quân đoàn LXIX, zb V. Thượng tướng bộ binh Helge Auleb
  - Quân đoàn sơn cước V SS, Trung tướng Artur Phleps
- Cụm tập đoàn quân E
  - Bộ Tham mưu
  - Quân đoàn sơn cước XXII, Thượng tướng sơn cước Hubert Lanz
  - Quân đoàn LXVIII, Thượng tướng phi hành Hellmuth Felmy
  - Đội quân của chỉ huy pháo đài Crete
  - Quân đoàn II (Aegean) của Bulgari
- Các đơn vị của Militärbefehlshaber Südost Thượng tướng bộ binh Hans Felber

### Tháng 7 năm 1944
Các đơn vị trực thuộc của Cụm tập đoàn quân chủ yếu là các sư đoàn "pháo đài" và dự bị kém năng lực hơn, các đơn vị tình nguyện nước ngoài cộng tác như "Cossack" và Sư đoàn bộ binh 392 (Croatia) .
- Tập đoàn quân thiết giáp số 2
  - Bộ Tham mưu
  - Quân đoàn sơn cước XV, Thượng tướng bộ binh Ernst von Leyser
  - Quân đoàn sơn cước XXI, Thượng tướng thiết giáp Gustav Fehn
  - Quân đoàn LXIX zb V. , Thượng tướng bộ binh Helge Auleb
  - Quân đoàn sơn cước V SS, Trung tướng Arthur Phleps
- Cụm tập đoàn quân E
  - Bộ Tham mưu
  - Quân đoàn sơn cước XXII, Thượng tướng sơn cước Hubert Lanz
  - Quân đoàn LXVIII, Thượng tướng phi hành Hellmuth Felmy
  - Đội quân của chỉ huy pháo đài Crete
  - Quân đoàn II (Aegean) của Bulgari
- Các đơn vị của Militärbefehlshaber Südost, Thượng tướng bộ binh Hans Felber

Để bảo vệ Serbia, Tư lệnh Cụm tập đoàn quân F đã sát nhập Cụm tập đoàn quân Serbia vào ngày 26 tháng 9 năm 1944. Liên binh đoàn Serbia (tiếng Đức: Armee-Abteilung Serbien) do tướng Hans Felber chỉ huy. Cụm tập đoàn quân Serbia bị giải thể vào ngày 27 tháng 10 năm 1944.

## Chỉ huy

### Tư lệnh
| STT | Ảnh | Họ tên                | Thời gian sống | Thời gian tại nhiệm                 | Cấp bậc tại nhiệm | Ghi chú                                                                                                  |
| --- | --- | --------------------- | -------------- | ----------------------------------- | ----------------- | --- |
| 1   |     | Maximilian von Weichs | 1881-1954      | tháng 8 năm 1943 - tháng 3 năm 1945 | Thống chế (1943)  | Nghỉ hưu tháng 3 năm 1945 và bị quân đội Mỹ bắt giữ vào tháng 5, nhưng không bị đưa ra xét xử hay kết án |

### Tham mưu trưởng
| STT | Ảnh | Họ tên                | Thời gian sống | Thời gian tại nhiệm                  | Cấp bậc tại nhiệm                     | Ghi chú                                                                                               |
| --- | --- | --------------------- | -------------- | ------------------------------------ | ------------------------------------- | --- |
| 1   |     | Hermann Foertsch      | 1895–1961      | tháng 8 năm 1943 - tháng 3 năm 1944  | Thiếu tướng (1942) Trung tướng (1943) | Thượng tướng Bộ binh (1944). Bị quân Mỹ bắt giữ tháng 5 năm 1945 và bị giam giữ đến tháng 2 năm 1948. |
| 2   |     | August Winter         | 1897–1979      | tháng 3 năm 1944 - tháng 10 năm 1944 | Trung tướng (1944)                    | Thượng tướng Sơn cước (1945). Bị quân Mỹ bắt giữ, về sau được tha bổng bởi Tòa án Nürnberg.           |
| 3   |     | Heinz von Gyldenfeldt | 1899–1971      | tháng 10 năm 1944 - tháng 3 năm 1945 | Trung tướng (1944)                    | Bị quân Mỹ bắt giữ, và bị giam giữ đến tháng 12 năm 1947.                                             |